# Synagoge (Nýřany)

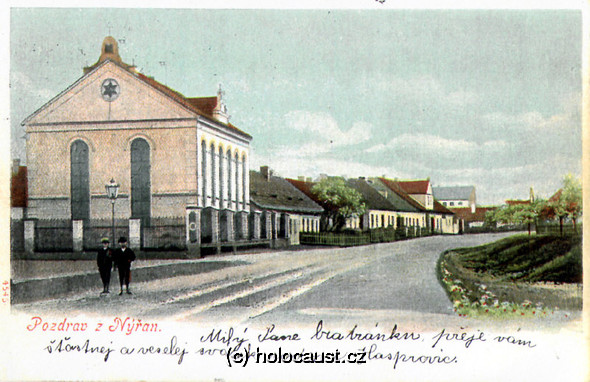
Ansichtskarte aus dem Jahr 1899 mit der Synagoge in Nýřany

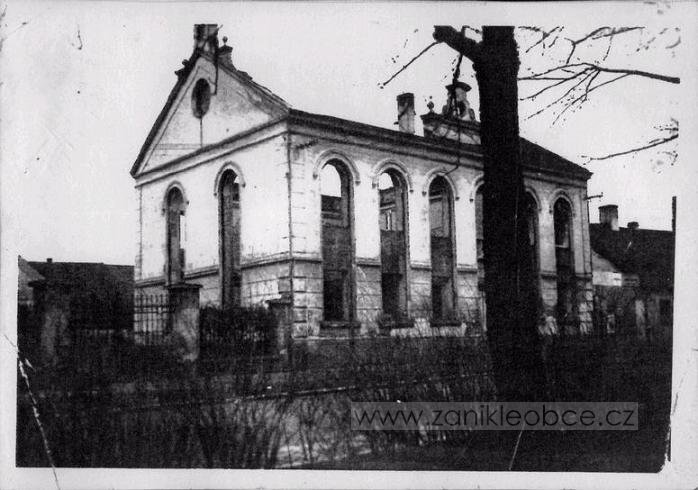
Die ausgebrannte Synagoge im Jahr 1939

Die Synagoge in Nýřany, einer tschechischen Stadt zwölf Kilometer westlich von Pilsen im Okres Plzeň-sever, stand an der Hauptstraße. Sie wurde bei den Novemberpogromen 1938 angezündet und ist abgebrannt.
Die kleine Jüdische Gemeinde Nýřany wurde erst im letzten Viertel des 19. Jahrhunderts gegründet. Sie verfügte über ein um 1902/04 eingerichtetes Gotteshaus, das zuvor vermutlich als christliche Kirche benutzt worden war.